# Duarte Cordeiro
José Duarte Piteira Rica Silvestre Cordeiro (ur. 23 lutego 1979 w Lizbonie) – portugalski polityk i samorządowiec, poseł do Zgromadzenia Republiki, sekretarz stanu, w latach 2022–2024 minister środowiska i działań w dziedzinie klimatu.

## Życiorys
Ukończył ekonomię w szkole ekonomii i zarządzania ISEG działającej w ramach Universidade Técnica de Lisboa, a także studia podyplomowe z zarządzania przedsiębiorstwem w instytucie ISCTE. Pracował w dziale marketingu prywatnego przedsiębiorstwa. Działacz Partii Socjalistycznej. Był doradcą sekretarza stanu do spraw młodzieży i sportu, przewodniczącym rady fundatorów fundacji FDTI i wiceprezesem Instituto Português da Juventude, rządowej instytucji do spraw młodzieży. W latach 2008–2010 pełnił funkcję sekretarza generalnego socjalistycznej młodzieżówki Juventude Socialista.
W 2009 i 2011 uzyskiwał mandat posła do Zgromadzenia Republiki. W 2013 wszedł w skład władz miejskich Lizbony, od 2015 do 2019 zajmował stanowisko zastępcy burmistrza. W lutym 2019 dołączył do administracji rządowej jako sekretarz stanu do spraw kontaktów z parlamentem. W październiku tego samego roku otrzymał funkcję sekretarza stanu do spraw kontaktów z parlamentem w kolejnym rządzie. W wyborach w 2022 został kolejny raz wybrany do portugalskiego parlamentu.
W marcu 2022 objął funkcję ministra środowiska i działań w dziedzinie klimatu w trzecim rządzie Antónia Costy. Urząd ten sprawował do kwietnia 2024.